# Minna Dölz
Minna Dölz (* 22. Dezember 1896 in Teltow; † 3. Juli 1979 in Ost-Berlin) war eine deutsche Gewerkschafterin und Widerstandskämpferin gegen das NS-Regime.

## Leben
Minna Dölz wuchs in Teltow auf und besuchte die dortige Volksschule. Nach ihrem Abschluss bekam sie keinen Ausbildungsplatz und wurde angelernte Dreherin. Sie war KPD-Mitglied und auch in verschiedenen Nebenorganisationen tätig. Als aktives Mitglied der KPD und insbesondere der Revolutionären Gewerkschafts-Opposition (RGO) wurde sie mehrfach entlassen. In den Firmen Loewe in Berlin-Moabit und AEG in Oberschöneweide wurde sie zum Betriebsrat gewählt. 
Nach der Machtergreifung der Nationalsozialisten wurde Dölz verfolgt, konnte sich jedoch erfolgreich im Kabelwerk Oberspree der Firma Adrema verstecken. Stattdessen verhaftete die Gestapo ihre siebzigjährige Mutter Pauline Glomba. Um diese zu schützen, stellte sich Dölz der Gestapo am 16. Dezember 1933. Minna Dölz wurde der illegalen Betätigung für den verbotenen Einheitsverband der Metallarbeiter Berlins (EVMB) angeklagt. In der elterlichen Wohnung war eine Kurierstelle des EVMB eingerichtet worden, wobei unklar ist, ob Mutter oder Tochter Drahtzieherin waren. Die Wohnung wurde aus Sicht der NS-Verfolger nachweislich als Anlaufstelle für die Verteilung von EVMB- und RGO-Material sowie für den Verkauf von Beitragsmarken des EVMB genutzt. Dölz wurde schließlich Mitte 1934 vom Kammergericht Berlin zu einem Jahr und neun Monaten Haft verurteilt. Inhaftiert war die Kommunistin in den Frauengefängnissen von Berlin, Guben und in Berlin-Charlottenburg. Die Misshandlungen in den Gefängnissen führten zu folgenschweren psychischen und gesundheitlichen Problemen, so dass Dölz zeit ihres Lebens nie mehr einer Arbeit nachgehen konnte.